# ヨハン・バプティスト・シェンク
ヨハン・バプティスト・シェンク（ドイツ語: Johann Baptist Schenk、1753年11月30日 - 1836年12月29日）は、オーストリアの作曲家である。現在ではベートーヴェンの師として知られている程度であるが、生前は高名な音楽家であった。

## 生涯
神聖ローマ帝国時代のウィーナー・ノイシュタットに生まれる。
- ゲオルク・クリストフ・ヴァーゲンザイルに師事。
- 1785年、オペラの作曲家として独立。
- 1793年、ルートヴィヒ・ヴァン・ベートーヴェンに数か月間対位法を教える。

## 作品
- オペラ『村の床屋（ドイツ語版）』（シェンクの大ヒット作）
- 10曲の交響曲
- 4曲のハープ協奏曲
- 5曲の弦楽四重奏曲

ほか。

## ベートーヴェンとの関係
故郷ボンを離れウィーンへ留学に来ていたベートーヴェンは、ハイドンに作曲を師事した。しかし、ハイドンはイギリス訪問による成功で多忙を極め、ベートーヴェンに作曲を教える時間がなく、教えるという気持ちもなかった。
そこでベートーヴェンは、ハイドンには内緒で別の人物に作曲を習うことを決め、1793年頃からシェンクに師事し、フックスの『パルナッソス山への階梯』などを元に対位法を学んだ。しかし、ベートーヴェンはシェンクに師事する必要が無くなったと判断すると、今度は当時高名な理論家、教師であったアルブレヒツベルガーの下で、より高度な対位法を学ぶこととなる。